# Північно-Казантипське газоконденсатне родовище
Північно–Казантипське газоконденсатне родовище — відкрите у 1997—1998 рр. виробничниками Геолкому України і «Чорноморнафтогазу» та науковцями Інституту геологіч-них наук НАН України. Приурочене до північного борту Індоло-Кубанського прогину.

## Опис
На Північно-Казантипській структурі пробурено три свердловини.
У першій, глибиною 1115 м, отримано промисловий приплив газу дебітом 84,5 тис. м3/добу.
Друга свердловина за фактичної глибини 1400 м розкрила два додаткові продуктивні горизонти, з яких отримано промислові при-пливи газоконденсатної суміші дебітом від 56 до 91 тис. м3/добу.
Третю свердловину глибиною 2600 м пробурено в 1999 р. Вона розкрила породи неогену і майкопу, де за даними геофізичних досліджень підтверджено наявність трьох верхніх горизонтів антиклінального типу і додатково встановлено ще три перспективні горизонти, пов'язані з стратиграфічним виклинюванням майкопських відкладів.
Розрахункові запаси газу Північно-Казантипського родовища становлять приблизно до 40 млрд м3. Це перше відкрите в акваторії Азовського моря велике газоконденсатне родовище.